# Parker (personnage de série)
Pour les articles homonymes, voir Parker.
Parker est un personnage de la série télévisée Leverage. Elle est interprétée par l'actrice Beth Riesgraf. C'est une voleuse, faisant partie de l'équipe de Nathan Ford.

## Biographie

### Généralités
Parker est une voleuse, experte en acrobaties de haut vol et infiltrations, voleuse à la tire (pickpocket) et perceuse de coffres-forts. Elle a été formée quand elle était petite par le maître voleur Archie Leech. Son prénom est inconnu. Elle aime bien chercher à rentrer dans des bâtiments très sécurisés. Elle est également une voleuse de voiture expérimentée, ce depuis ses 12 ans.

### Caractère du personnage dans la série
Ayant passé son enfance dans des foyers d'accueil (période difficile de sa vie), Parker se comporte bizarrement avec les autres et est peu sociable. On sait qu'elle avait un frère qui est mort jeune renversé par une voiture alors qu'il faisait du vélo et qu'elle se sent coupable de sa mort.
Parker éprouve de l'affection pour Hardison, mais peine à exprimer ses sentiments pour les autres. Sophie a bien essayé de rendre Parker plus sociable, mais avec de maigres résultats. Elle a de plus beaucoup d'empathie pour les enfants en difficultés (orphelins par exemple). Au fil des saisons, son caractère évolue. Elle tente de mieux comprendre ceux qui l'entoure et prend conscience de ce qui est bien ou non, et de ce qu'elle doit faire même si c'est dangereux pour elle. Elle veut faire les bons choix et les bonnes choses comme pourrait le faire Hardison.
Elle est souvent un peu folle et excentrique, et aime bien taquiner les autres membres de l'équipe. Elle semble également être obsédée par l'argent, et est presque kleptomane. Parker est souvent très franche, et ne sait pas mentir pour faire plaisir aux gens, elle dit ce qu'elle pense. C'est la plus jeune de l'équipe et elle a un côté enfantin qui est visible à plusieurs reprises notamment lorsqu'elle tente de récupérer des bonbons dans une pinata ou qu'elle ordonne à Hardison de faire en sorte qu'il neige le jour de Noël. Lors des opérations elle est souvent en binome avec Eliot. Si au départ, il n'arrivait pas à la comprendre ce dernier va au fil du temps la considérer comme une petite sœur qu'il faut protéger. Il sait qu'ils peuvent des choses que les autres membres de l'équipe seraient incapable de faire. Eliot lui a aussi appris des techniques de combat pour se défendre

### Caractéristiques
- Elle a peur des chevaux[11].

- Dans l'épisode 7 de la première saison (Le Coup du mariage), elle se fait passer pour un agent du FBI, l'agent Hagen. Elle rencontre alors un réel policier du FBI, l'agent McSweeten, qui tombe sous son charme. Durant les saisons suivantes, Parker ne cessera de rencontrer à nouveau cet agent du FBI[12], qu'elle voit à l'aéroport, cela contrariant les plans de l'équipe, étant donné que Parker ne peut passer incognito.

- Dans la saison 1, Parker fait un séjour dans un centre de désintoxication pour accomplir une mission de l'équipe, où elle commence une thérapie pour sa cleptomanie, qui est bien réelle[13].

- Elle aime utiliser des Taser, au moins depuis la saison 2.

- Parker a six appartements et un entrepôt dans lequel elle vit, mais qui est quasiment vide et meublé très sommairement : un lit, un bureau, et son matériel de voleuse, tout cela au beau milieu de l'entrepôt[1].

- Parker parle espagnol[14] et français[15].

### Carrière de voleuse
Parker aurait réussi des vols de haut calibre comme celui de L'étoile polaire et du Diamant de Gibraltar.